# Solanes (Lladurs)
Solanes és una masia situada al municipi de Lladurs a la comarca catalana del Solsonès que ha estat catalogada com a bé cultural d'interès nacional.

## Situació
La masia es troba a l'extrem nord-oest del terme municipal, als vessants meridionals de la serra d'Oliana, elevades sobre el llom muntanyós que es forma entre la rasa de Solanes i el barranc de Coscollola.
S'aixeca damunt del setial del "Castell de Solanes" (segle xi).
Entre el conjunt d'edificacions que conformen la masia cal destacar-ne l'església romànica de Santa Maria de Solanes.